# 福田賢二
福田 賢二（ふくだ けんじ、1980年3月2日 - ）は、日本の俳優、声優。滋賀県出身。大沢事務所所属。

## 来歴・人物
滋賀県立草津東高等学校卒業。2000年4月1日に劇団青年座に所属。2011年11月に結婚。2023年10月31日青年座映画放送退所を自身のSNSにて発表。2023年11月1日大沢事務所へ移籍を自身のSNSにて発表。
特技はサッカー、ハーモニカ。

## 出演
太字はメインキャラクター。

### テレビドラマ
- 命燃えて（昴）
- NHKスペシャル「感染爆発〜パンデミック・フルー」
- NHK大河ドラマ
  - 葵 徳川三代（永見右衛門佐）
  - 風林火山
- 3年B組金八先生（宮島通泰）
- ディア・ゴースト
- 十津川警部シリーズ「松山・道後〜十七文字の殺人」
- 阪急ドラマシリーズ
  - べにすずめたちの週末（西坊城菖蒲）
  - ふぞろいのイレブン（ショネショネ）
  - 学校の怪談「音楽室の少女」
- ピュア・ラブ（柳田真）
- ふたりっ子
- はぐれ刑事純情派 第16シリーズ - （大友俊一）

### ラジオドラマ
- 青春アドベンチャー （NHK-FM）
  - 『あずかりやさん』（2019年11月11日 - 15日）[7]

### 映画
- 武士の一分

### テレビアニメ
2010年
- GIANT KILLING（畑）

2011年
- NARUTO -ナルト- 疾風伝（シー）
- ブレイド（エドガー）
- べるぜバブ（出馬要）
- 遊☆戯☆王ZEXAL（海王）

2013年
- NARUTO -ナルト- SD ロック・リーの青春フルパワー忍伝（シー）

2016年
- ドリフターズ（アレスタ）
- ハイキュー!! 烏野高校 VS 白鳥沢学園高校（山形隼人）
- ベルセルク（店主、騎士団員、鳥の人、カラス覆面）

2017年
- ボールルームへようこそ（富士田鉄男）

2018年
- 博多豚骨ラーメンズ（グエン）
- 魔法使いの嫁（デイビット・バーレイ）
- サンリオ男子（諒の父）
- イナズマイレブン アレスの天秤（二階堂修吾）
- DOUBLE DECKER! ダグ&キリル（ジェフリー）

2020年
- 呪術廻戦（客）

2024年
- わんだふるぷりきゅあ!（2024年 - 2025年、猫屋敷貴行）

### 劇場アニメ
- 手塚治虫のブッダ -赤い砂漠よ!美しく-（2011年）

### OVA
- 機動戦士ガンダム THE ORIGIN（2016年 - 2018年、エルドゥシュ、マクシミリアン） - 2019年に再編集作品『THE ORIGIN 前夜 赤い彗星』テレビ放送

### Webアニメ
- 無限の住人-IMMORTAL-（2019年 - 2020年、馬絽祐実）

### ゲーム
- NARUTO -ナルト-ナルティメットストームジェネレーション（2012年、シー）
- NARUTO -ナルト- 疾風伝 ナルティメットストーム3（2013年、シー）
- 消滅都市（2014年、ヘッドハンター）
- NARUTO -ナルト- 疾風伝 ナルティメットストームレボリューション（2014年、シー[10]）
- 消滅都市2（2016年、ヘッドハンター）
- リゾートへようこそ 〜総支配人は恋をする〜（2016年、レオン・オッタヴィオ・デ・トルド・イ・サバタ[11]）
- ブラックスター -Theater Starless-（2019年、羽瀬山）
- タクティクスオウガ リボーン（2022年、ディエゴ・G・アゼルスタン[12]）

### 吹き替え

#### 担当俳優
エディ・レッドメイン
- 愛の記憶はさえずりとともに（スティーヴン・レイスフォード）
- ジャッカルの日（ジャッカル）
- グッド・ナース（チャーリー・カレン）
- 博士と彼女のセオリー（スティーヴン・ホーキング）
- リリーのすべて（アイナー・ヴェイナー / リリー・エルベ）

トム・バーク
- 私立探偵ストライク（コーモラン・ストライク）
- 戦争と平和（フェージャ・ドーロホフ）
- マスケティアーズ パリの四銃士（アトス）

マシュー・グード
- イミテーション・ゲーム/エニグマと天才数学者の秘密（ヒュー・アレグザンダー）
- グッド・ワイフ（フィン・ポーマー）
- セルフレス/覚醒した記憶（オルブライト）
- PRESSURE/プレッシャー（ミッチェル）

#### 映画（吹き替え）
- アイアン・フィスト（ブラック・スミス〈RZA〉）
- アイム・ユア・ウーマン（エディ〈ビル・ヘック〉）
- インサイダーズ/内部者たち（ウ・ジャンフン〈チョ・スンウ〉）
- 受取人不明
- 裏切りの戦場 葬られた誓い（ディアヌ）
- エビデンス -全滅-（リーズ刑事〈スティーヴン・モイヤー〉）
- オペレーション・ナポレオン ナチスの陰謀（スティーブ・ラッシュ〈ジャック・フォックス〉[15]）
- GARMWARS ガルム・ウォーズ（審問官B[16]）
- キューティ・バニー（オリバー〈コリン・ハンクス〉）
- クルーエル・インテンションズ3
- 恋するポルノ・グラフィティ（レスター〈ジェイソン・ミューズ〉）
- GODZILLA ゴジラ（サッチ[17]）
- 最愛の大地（ダニエル〈ゴラン・コスティッチ〉）
- サプライズ（クリスピアン〈A・J・ボーウェン〉）
- ザ・ブリザード（バーニー・ウェバー〈クリス・パイン〉）
- スター・トレック イントゥ・ダークネス（ジョセフ）
- ステップ・アップ3（ルーク〈リック・マランブリ〉）
- スレイヤー 7日目の煉獄（ダニエル神父〈ヴァディール・デルベス〉）
- 選挙の勝ち方教えます（ベン・ソーヤー〈アンソニー・マッキー〉[18]）
- ソルジャーズ 連合軍を救った男たち（ジャクソン大尉〈ジュリアン・オヴェンデン〉）
- ターミネーター:新起動/ジェニシス（アレックス / スカイネット〈マット・スミス〉）
- チーター・ガールズ3 in インド
- チェ 28歳の革命 / 39歳 別れの手紙（ラウル・カストロ〈ロドリゴ・サントロ〉）
- ディラン・ドッグ デッド・オブ・ナイト（ディラン・ドッグ〈ブランドン・ラウス〉）
- 10 クローバーフィールド・レーン（エメット〈ジョン・ギャラガー・Jr〉）
- 透明人間（エイドリアン・グリフィン〈オリヴァー・ジャクソン＝コーエン〉）
- ドリーム ホーム 99%を操る男たち（デニス・ナッシュ〈アンドリュー・ガーフィールド〉）
- ドリンキング・バディーズ 飲み友以上、恋人未満の甘い方程式（クリス〈ロン・リヴィングストン〉）
- ドント・サレンダー 進撃の要塞（ポール・マイケルズ〈ジェシー・メトカーフ〉）
- ナイト ミュージアム/エジプト王の秘密（ロバート〈ブレナン・エリオット〉）
- ナイブズ・アウト: グラス・オニオン（ライオネル〈レスリー・オドム・Jr〉[19]）
- 奈落のマイホーム（ドンウォン〈キム・ソンギュン〉[20]）
- バース・オブ・ネイション（ナット・ターナー〈ネイト・パーカー〉）
- ハイジャック・ゲーム（テリー）
- バタフライ・エフェクト3/最後の選択（サム・リード〈クリス・カーマック〉）
- バトルフィールド・アビス（スターバック少佐）
- 不夜城の男（チャヌ〈パク・ヘス〉）
- フライングギロチン（冷〈イーサン・ルアン〉）
- ブラックサイト（グリフィン・ダウド捜査官〈コリン・ハンクス〉）
- プンサンケ（プンサンケ〈ユン・ゲサン〉）
- ベン・ハー（メッサラ〈トビー・ケベル〉）
- マイティ・ソー/ダーク・ワールド（報告する兵）
- マドレーヌ（ジソク〈チョ・インソン〉）
- マネー・ショート 華麗なる大逆転（ジャレド・ベネット〈ライアン・ゴズリング〉[21]）
- ミッション:インポッシブル/ファイナル・レコニング（ブレッドソー〈トラメル・ティルマン〉[22]）
- ミッシング・ポイント（チャンゲス〈リズ・アーメッド〉）
- モースト・デンジャラス・ゲーム（ダッジ〈リアム・ヘムズワース〉[23]）
- 夜叉 -容赦なき工作戦-（ジェギュ〈ソン・ジェリム〉）
- 41歳の童貞男（アンディ〈ブライアン・カレン〉）
- ラブ・インポッシブル〜恋の統一戦線〜（キム・チョルス〈チョ・インソン〉）
- ラ・ワン（アカアシ）
- レプリカズ（エド〈トーマス・ミドルディッチ〉）
- ロケットマン（バーニー・トーピン〈ジェイミー・ベル〉）

#### ドラマ
- I AM 私の分岐点 #1（アダム〈ペリー・フィッツパトリック〉[24]）
- アブセンシア 〜FBIの疑心〜（ジャック・バーン〈ニール・ジャクソン〉[25]）
- ER XIV 緊急救命室（ブライアン・モレッティ〈マイケル・レイディ〉）
- ER XV 緊急救命室 #14（ディラン〈ジェイク・アベル〉）
- WITHOUT A TRACE/FBI 失踪者を追え! シーズン2 #10（リック）
- WITHOUT A TRACE/FBI 失踪者を追え! シーズン3 #23（アディーサ）
- ウエストワールド（テディ・フラッド〈ジェームズ・マースデン〉）
- 宇宙船レッド・ドワーフ号シーズン12（ウィンド）
- NCIS:LA 〜極秘潜入捜査班 シーズン4 #3（マザーズ）
- NCIS:ニューオーリンズ
  - シーズン2 #1（コナー）
  - シーズン5 #3（アダム・ネイダー）
- エレメンタリー ホームズ&ワトソン in NY シーズン5 #1（ネイサン・リーサー〈マシュー・デル・ネグロ/Matthew Del Negro〉）
- GIRLS/ガールズ（レイ〈アレックス・カルポフスキ〉）
- 華麗なるペテン師たち4（ビリー・ボンド）
- 君はどの星から来たの（チョ・スンヒ〈キム・レウォン〉）
- キャシアン・アンドー（ブレヴィン〈ベン・ベイリー・スミス〉）
- 救命医ハンク2 セレブ診療ファイル（スペンサー・フィッシャー）
- ギルモア・ガールズ
- クリミナル・マインド FBI行動分析課
  - シーズン4（トーレ）
  - シーズン5（ジョシュア・ビアズリー）
  - シーズン6（ベン・フォレスター）
  - シーズン7（パーカー）
  - シーズン8 #10, #12（ボビー・パットナム〈ジェイ・ヘイデン〉）
- クローザー（デビッド・ガブリエル〈コリー・レイノルズ〉）※シーズン4-
- 刑事フォイル（アンドリュー・フォイル〈ジュリアン・オヴェンデン〉[26]）
- ゴースト 〜天国からのささやき（ジム・クランシー〈デヴィッド・コンラッド〉）
- コールドケース6 #10（デクスター・コリンズ〈チャドウィック・ボーズマン〉）
- 恋するメゾン。〜Rainbow Rose〜（アンドレイ〈ジュリアン・カン〉）
- 最高の愛〜恋はドゥグンドゥグン〜（ユン・ピルジュ〈ユン・ゲサン〉）
- ザ・ディープ 深海からの脱出（レイモンド）
- ザ・パシフィック
- ザ・メンタリスト シーズン7 #8（ケルヴィン・ビテカー〈マシュー・アラン〉）
- サバイバー: 宿命の大統領 （アーロン・ショア 〈エイダン・カント〉）
- CSI:ニューヨーク6（キース・ボルゲーゼ）
- CSI:マイアミ（ジェイク・バークレー〈ジョニー・ホイットワース〉）
- JETT/ジェット（ベニー〈クリス・バッカス〉）
- シグナル/時空を超えた捜査線 （フランク・サリヴァン〈ライリー・スミス〉）
- SHERLOCK（シャーロック）2（ヘンリー）
- 恕の人 -孔子伝-（陽虎〈青年期〉）
- SUITS/スーツ（スティーヴン・ハントリー〈マックス・ビーズリー〉）
- SCORPION/スコーピオン（トビー・カーティス〈エディ・ケイ・トーマス〉[27]）
- 千日の約束（パク・ジヒョン〈キム・レウォン〉）
- 蒼穹の昴（梁文秀〈周一囲〉）
- Solos 〜ひとりひとりの回想録〜 #2（トム〈アンソニー・マッキー〉[28]）
- タルジャの春（シン・セド〈コン・ヒョンジン〉）
- 推奴 〜チュノ〜（オッポク〈コン・ヒョンジン〉）
- 24 -TWENTY FOUR- ファイナル・シーズン（ジョセフ・バサエフ）
- デカメロン（パンフィロ〈カラン・ギル〉)
- トゥルーブラッド（ビル・コンプトン〈スティーヴン・モイヤー〉）
- 突然!サバイバル
- となりの美男〈イケメン〉（オ・ジンラク〈キム・ジフン〉）
- ドリームハイ（カン・オヒョク〈オム・ギジュン〉）
- PERSON of INTEREST 犯罪予知ユニット シーズン4 #17（Dr. シェーン・エドワーズ〈パトリック・ケネディ (俳優)/Patrick Kennedy (actor)〉）
- バーディーバディ（ジョン・リー〈イ・ヨンウ〉）
- 春夏秋冬そして春（青年）
- 犯罪心理分析官インゲル・ヴィーク（リチャード・フォレスター〈マレク・オラヴェック〉）
- 犯罪捜査官 アナ・トラヴィス（レイノルズ）
- ヒーロー（カン・ヘソン〈オム・ギジュン〉）
- HEROES REBORN/ヒーローズ・リボーン（カルロス・ギテレス〈ライアン・グスマン〉）
- ビクトリアス（ベック・オリバー〈アバン・ジョーギア〉）
- ファルコン&ウィンター・ソルジャー（ドヴィッチ）
- プライベート・プラクティス5（エヴァン）
- ブラザーズ&シスターズ（カール）
- THE BLACKLIST/ブラックリスト シーズン1 #5（セス・ネルソン）
- BONES - 骨は語る -（ロドルフォ・フエンテス）
- Mr.イグレシアス（トニー〈ジェイコブ・バルガス〉）
- ミス・マープル4 殺人は容易だ（テレンス・リード巡査）
- 名探偵ポワロ 葬儀を終えて（マイケル・シェーン〈ジュリアン・オヴェンデン〉）
- ヤング・スーパーマン（レックス・ルーサー〈マイケル・ローゼンバウム〉）
- リ・ジェネシス バイオ犯罪捜査班
- 乱暴〈ワイルド〉なロマンス（ジン・ドンス〈オ・マンソク〉）
- 私はラブ・リーガル3 #11（ベン・ローガン〈ギル・マッキニー〉）
- FBI: 特別捜査班（スチュアート・スコラ〈ジョン・ボイド〉）
- ピックル・ストーム 異世界からの転校生（2025年、ヘンドリック〈イネル・トムリンソン〉[29]）

#### アニメ
- スター・ウォーズ/クローン・ウォーズ (テレビアニメ)（アイオン）
- 百妖譜（人狼父）
- フリージ（男性ゲスト2、タクシー運転手、船長の息子、仲買人、ジャミール婆さんの息子、サルーム、招待状の声、父親D、祖父A・C、絵画バイヤー、参加者）

### ボイスオーバー
- 地球ドラマチック「UFO出現!?そのとき何が?〜三角形の飛行物体の謎〜」
- モーガン・フリーマン 時空を超えて

### ラジオ
- 野島健児と福田賢二の『ゆるけん』（2014年 - 2016年、ハピラジ!）

### 舞台
- 風の迷走
- ミュージカル きかんしゃトーマスとなかまたち
- 屋根の上のヴァイオリン弾き
- レインディアエキスプレス